# Губная реформа
Губная реформа (1530—1550 годы) — реформа в Русском государстве в части местного управления, произведённая в XVI веке (во время правления матери Ивана IV Елены Глинской).
Дворяне должны были избирать в каждом уезде, где было введено губное управление, из своей среды губных старост. Им поручили борьбу с наиболее опасными для государства преступлениями — «разбоями».
В соответствии с положениями губной реформы дела о «лихих людях» были изъяты из ведения наместников и волостелей и были переданы в ведение губных старост (которых выбирало провинциальное дворянство), а в чёрных землях — земских старост («излюбленных голов»), которых избирало черносошное крестьянство. Деятельность губных и земских старост контролировал Разбойный приказ.